# 軟體定義儲存
軟體定義儲存（英語：Software-defined storage，縮寫SDS）是電腦數據儲存的一個進化概念，它以軟體控制的方法來決定資料儲存的方針及管理方式，而與儲存的硬體本身無關。这通常會採用儲存虛擬化等技術來實作。這個概念與雲端計算的興起有關，有助於形成大數據的基礎建設，類似的概念還有軟體定義網路等。